# Hanija (jezioro)
Hanija (est. Hanija järv) – jezioro w Estonii, w prowincji Valgamaa, w gminie Haanja. Należy do pojezierza Haanja (est. Hannja järved). Położone jest na północny zachód od wsi Hanija. Ma powierzchnię 3 ha linię brzegową o długości 822 m, długość 340 m i szerokość 140 m. Sąsiaduje m.in. z jeziorami Palujüri, Hainjärv, Tsirkjärv, Veesi. Położone jest na terenie obszaru chronionego krajobrazu Haanja (est. Haanja looduspark). Jezioro zamieszkują m.in.: płoć, okoń, miętus, wzdręga, płoć, leszcz.